# Johannes Guzy
Johannes Guzy (* 24. Mai  1873 in Breslau; † 21. Februar 1945 in Freystadt (Schlesien)) war ein römisch-katholischer Priester.

## Leben
Nach seiner Priesterweihe 1898 war Guzy zuerst in Bolkenhain tätig. 1905 wurde er zum Pfarrer nach Freystadt berufen. Nach dem Einmarsch der russischen Soldaten in Freystadt am 13. Februar 1945 war der Priester ständig unterwegs, um die Sterbesakramente zu spenden.
Am 16. Februar ereilte ihn ein Hilferuf aus dem katholischen Krankenhaus. Dort drangen russische Soldaten ein und bedrängten die Ordensfrauen. Guzy stellte sich schützend vor sie und wurde sofort von den Soldaten beschossen, die ihm mehrere Treffer, auch im Gesicht, zufügten. Am 21. Februar 1945 verstarb Guzy an den Schussverletzungen.
Die katholische Kirche hat Erzpriester G. R. Johannes Guzy als Glaubenszeugen in das deutsche Martyrologium des 20. Jahrhunderts aufgenommen.